# Fața ascunsă a Lunii

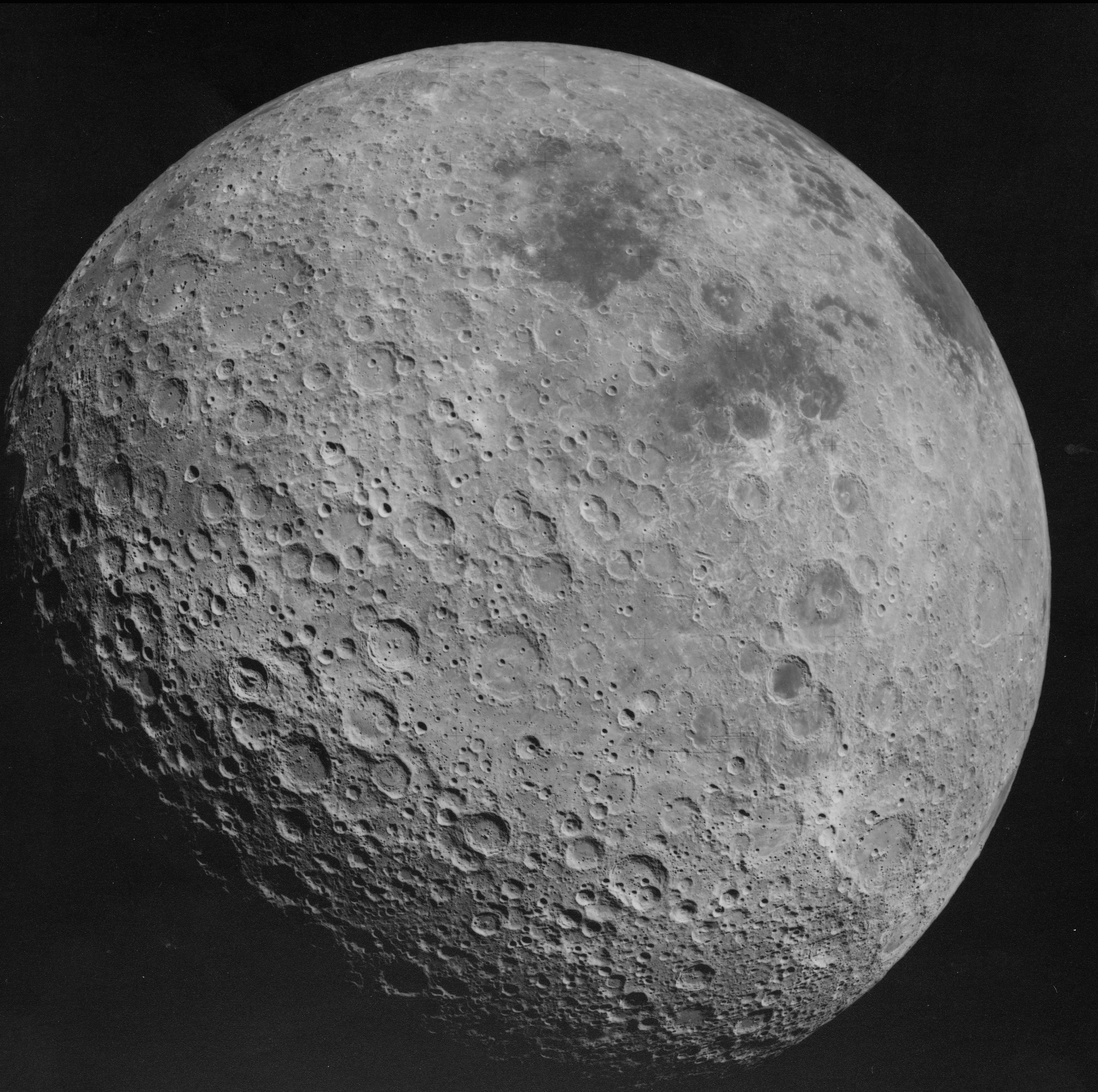
Fața ascunsă a Lunii, văzută de Apollo 16 în 1972

Fața ascunsă (sau Fața invizibilă, ori nevăzută) a Lunii este emisfera Lunii opusă celei care este vizibilă în permanență de pe Pământ. Este impropriu denumită uneori  „fața întunecată” a Lunii (din engleză the dark side of the Moon). Această emisferă conține o multitudine de cratere de impact, și de asemenea puține mări lunare.

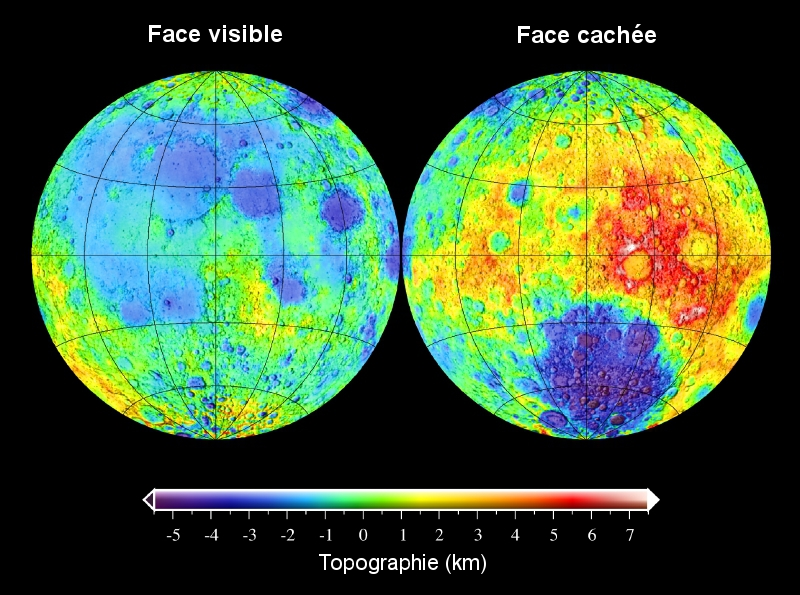
Harta topografică a feței vizibile (în stânga) și a feței ascunse (în dreapta) ale Lunii

Într-adevăr, o singură și aceeași față a Lunii este vizibilă de pe Terra, deoarece Luna posedă o perioada sinodică egală cu perioada sa de revoluție (27,3217 de zile), fenomen denumit rotație sincronă. Partea complementară este, prin urmare, invizibilă de pe Terra, și nu a fost fotografiată și cartografiată decât cu ajutorul sondelor spațiale, prima fiind sonda sovietică Luna 3, în 1959.
Primii oameni care au văzut-o, în mod direct, au fost astronauții din echipajul misiunii Apollo 8, pe orbită în jurul Lunii în 1968. Terenul rugos este remarcabil și prin multitudinea craterelor cât și prin puținătatea mărilor lunare. Această față ascunsă posedă și cel mai mare crater de impact cunoscut din Sistemul Solar: Bazinul Polul Sud-Aitken. Acesta a fost propus ca sit de instalare a unui radiotelescop gigant, întrucât aici ar fi protejat de interferențele posibile venite de pe Terra. 